# シドニー (軽巡洋艦・初代)
| 写真は竣工当時の「シドニー（HMAS Sydney）」 | |
| 艦歴                                        | |
| 発注                                        | ロンドン&グラスゴー社ゴーヴァン造船所                                                                                               |
| 起工                                        | 1911年2月11日 |
| 進水                                        | 1912年8月29日 |
| 就役                                        | 1913年6月26日 |
| 退役                                        | |
| その後                                      | 1928年に解体業者に売却後、1929年～1930年に解体処分。                                                                                |
| 除籍                                        | 1928年 |
| 性能諸元                                    | |
| 排水量                                      | 常備5,400トン |
| 全長                                        | 139.6 m |
| 全幅                                        | 14.9 m |
| 吃水                                        | 4.9 m |
| 機関                                        | パーソンズ式直結タービン（高速・低速）2組4軸推進                                                                                    |
| 最大出力                                    | 25,000hp |
| 最大速力                                    | 25.5ノット |
| 航続距離                                    | 16ノットで4,500海里 |
| 燃料                                        | 石炭：1,240トン 重油：260トン |
| 乗員                                        | 475 名 |
| 兵装                                        | 15.2cm（45口径）単装速射砲8基 （1916年：7.6cm（40口径）単装高角砲1基追加） 4.7cm（50口径）単装速射砲4基 53.3cm水中魚雷発射管単装2門 |
| 装甲                                        | 舷側：76mm（水線部） 甲板：10mm（平坦部）、38mm（傾斜部） 司令塔：102mm（最厚部）                                                   |

シドニー (HMAS Sydney) は、オーストラリア海軍の軽巡洋艦。チャタム級。

## 艦歴
「シドニー」は1911年2月11日イギリス、ロンドン・アンド・グラスゴー社で起工。1912年8月29日進水。1913年6月26日竣工。

### ココス諸島での戦闘

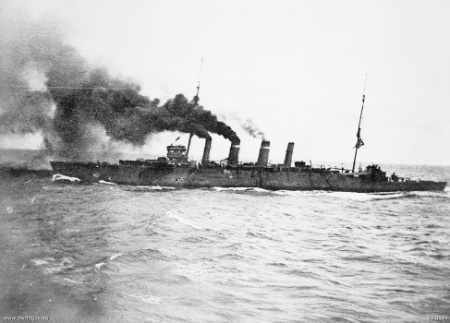
1914年の「シドニー」。

第一次世界大戦開戦後、1914年11月1日に「シドニー」は軽巡洋艦「メルボルン」、イギリス装甲巡洋艦「マイノーター」と共にANZAC遠征軍を乗せた船団を護衛してオールバニを出港した。11月3日、船団に日本の巡洋戦艦「伊吹」が合流した。11月6日、「マイノーター」は船団から離れ喜望峰方面へ向かった。11月8日6時30分、ココス諸島のディレクション島から怪しい船が接近しているとの緊急電が発せられた。この船とはインド洋で通商破壊を行っていたドイツ軽巡洋艦「エムデン」であり、ディレクション島の海底電線の中継所の破壊を目的としていた。この時船団はココス諸島の北55海里にいた。「シドニー」は急行を命じられココス諸島へ向かい、「伊吹」などは船団の護衛を続行した。
9時15分に「エムデン」は「シドニー」を発見、40分に射距離9400mで「エムデン」が「シドニー」に対し砲撃を開始、これに「シドニー」も反撃した。最初は「エムデン」のほうが優勢であったが10時以降は「シドニー」優勢となり、大破した「エムデン」は11時15分ノースキーリング島に座礁した。この戦闘での「シドニー」の死者は3名、負傷者は12名であった。

### その後

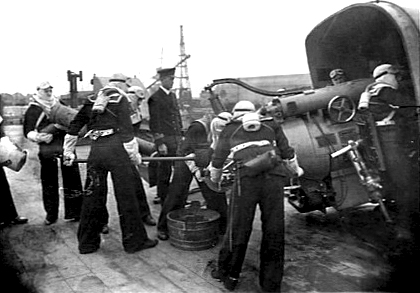
ポーツマスで、1919年1月

1915年以降はヨーロッパ方面で活動し1916年にはグランド・フリート所属となった。
1917年5月4日、駆逐艦4隻を伴った「シドニー」と軽巡洋艦「ダブリン」はフォース湾からハンバー川への航路掃海任務中にドイツ海軍飛行船「L43」と遭遇した。「シドニー」と「ダブリン」は「L43」へと向かい、射撃を開始したが、追跡中に何度か雷跡を見たことから敵潜水艦の潜む場所へ誘引されていると判断し反転。それを見ると「L43」は追跡しようとする。その後接近した「L43」は攻撃を開始しようとし、巡洋艦側も再反転して射撃を開始した。「L43」はまず「ダブリン」爆撃を試みたが失敗し、駆逐艦「オブデュレート」を爆撃して至近弾を与えた。続いて「L43」は「シドニー」を数度爆撃し、爆弾計9発を投下したがすべて外れた。この後「L43」は離脱し、戦闘は終わった。
1919年オーストラリアに戻った。1924年から1927年には、オーストラリア海軍旗艦を務めた。1928年売却、1929年1月10日解体。

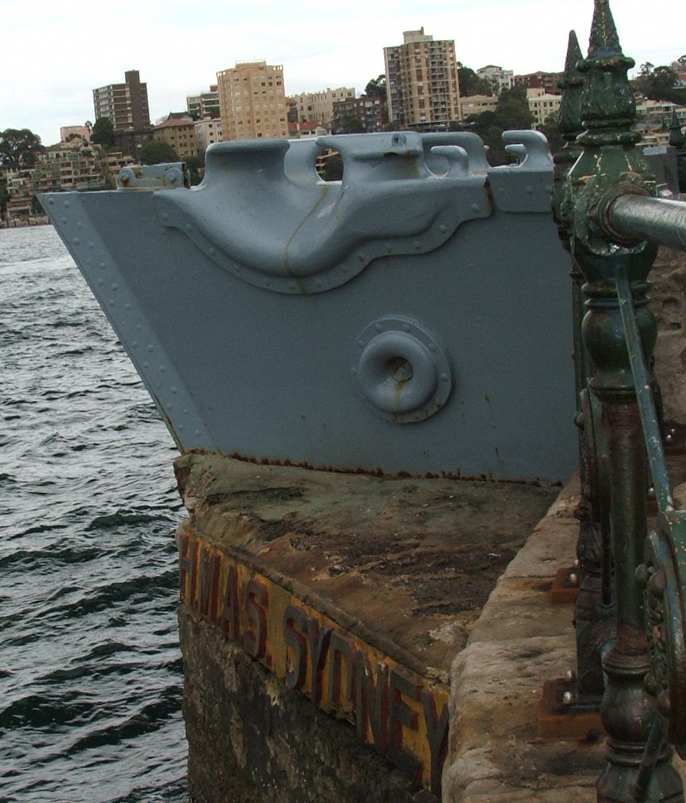
現代も残る「シドニー」の艦首
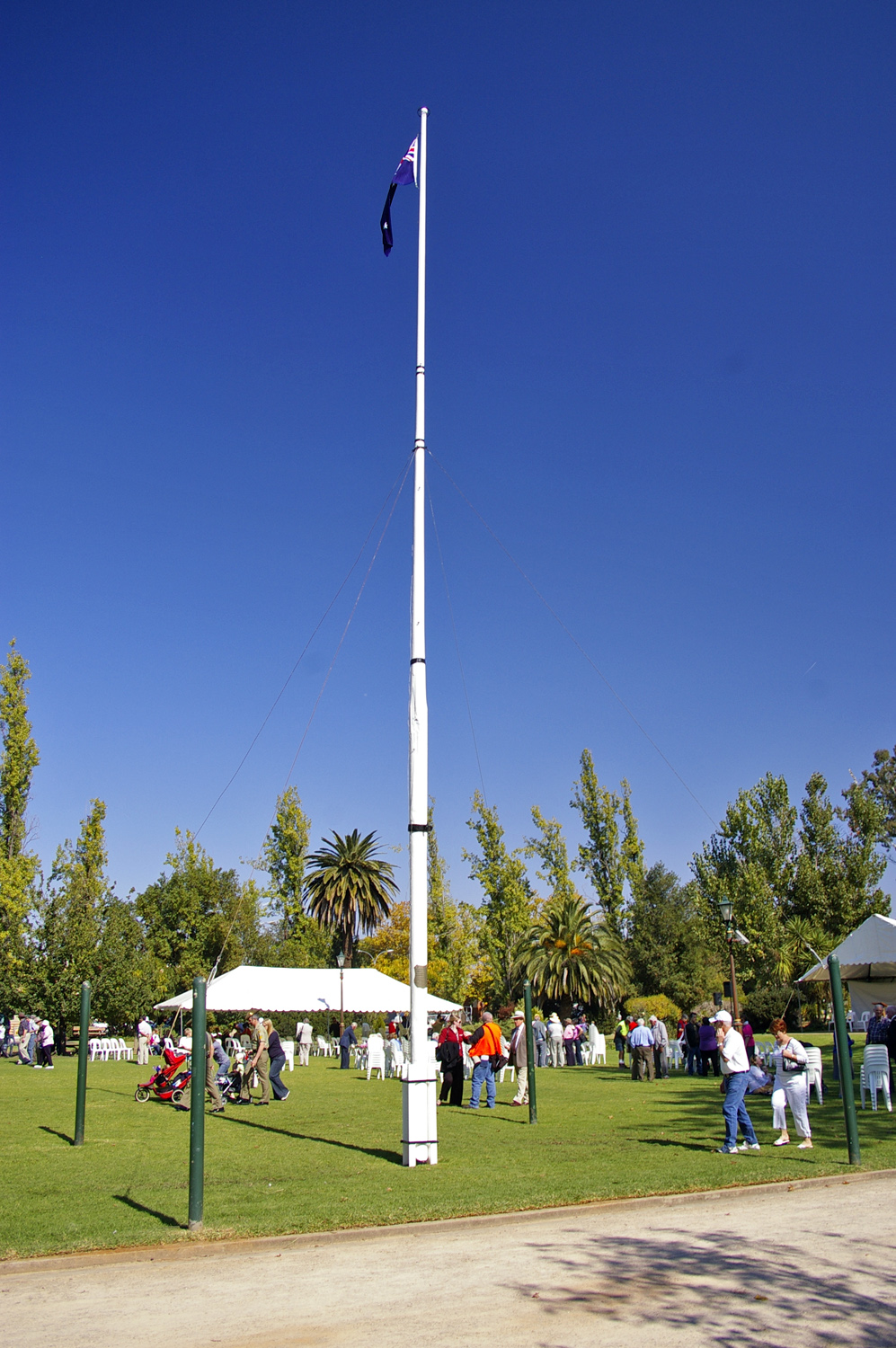
現代も残る「シドニー」のマスト